# Gnamptogenys annulata
Gnamptogenys annulata é uma espécie de formiga do gênero Gnamptogenys.